# Talal Abu-Ghazaleh

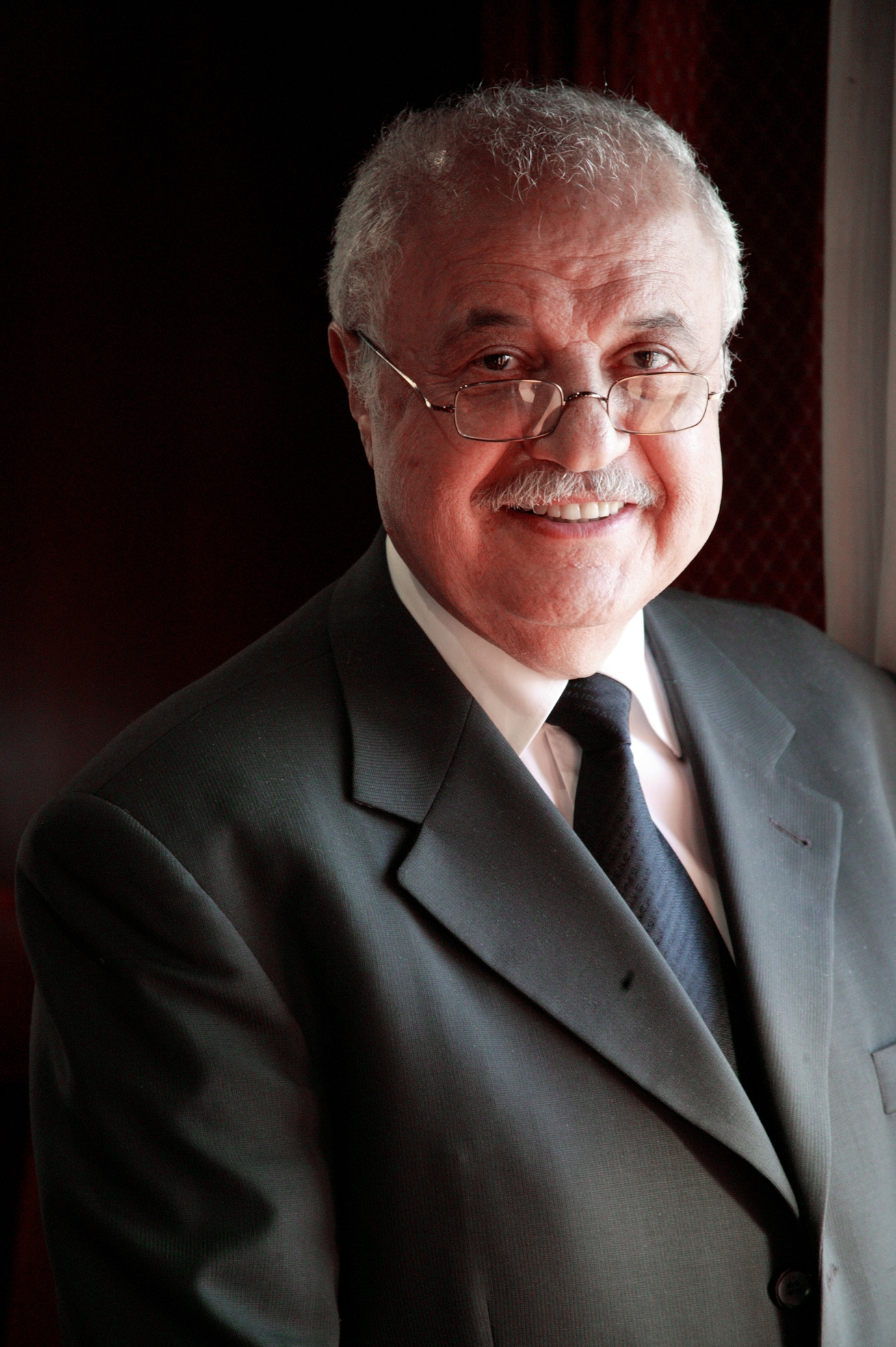
Talal Abu-Ghazaleh

Talal Abu-Ghazaleh (arabisch طلال أبو غزالة Talāl Abū Ghazāla, DMG Ṭalāl Abū Ġazāla; * 22. April 1938 in Jaffa, damals im Mandatsgebiet Palästina) ist der Vorsitzende, CEO und Gründer der Talal Abu-Ghazaleh International Organization (TAGORG), die in Jordanien beheimatet ist.
Abu-Ghazaleh wird als Meister der arabischen Buchhaltung angesehen und spielte eine gewichtige Rolle für die Förderung des geistigen Eigentums in der arabischen Region.

## Leben
Abu-Ghazaleh flüchtete mit infolge der Nakba 1948 mit seiner palästinensischen Familie nach Ghazziyeh, Libanon. Nach dem Besuch der Grund- und weiterführenden Schule in Sidon, ging er nach Beirut, um eine Hochschulausbildung an der amerikanischen Universität als Stipendiat zu erhalten.
Während seines Studiums arbeitete er als Übersetzer und als Lehrer.
Seine erste Stelle nach dem Abschluss war bei einer Wirtschaftsprüfungsgesellschaft.
Nach der Anhörung eines Gespräches über das geistige Eigentum an einer
Time-Warner Konferenz in San Francisco, entschied sich Abu Ghazaleh 1969 dafür, auf dem Gebiet Rechte des geistigen Eigentums sowie der Rechnungsführung zu arbeiten.
1972 wurden die beiden Unternehmen Talal Abu-Ghazaleh Company(TAGCO) und Abu-Ghazaleh Intellectual property (AGIP) gegründet. Seitdem gründete Abu-Ghazaleh insgesamt 14 spezialisierter Unternehmen in unterschiedlichen Bereichen wie Verwaltung, Beratung, juristische Dienstleistung, IT und vieles mehr. Diese sind heute unter dem Dach der Talal-Abu-Ghazaleh-Organisation zusammengefasst.
Im Laufe der Jahre war Abu-Ghazaleh erfolgreich darin, sehr enge Partnerschaften mit globalen Organisationen wie den Vereinten Nationen und der WTO zu knüpfen.
Am 4. April 2007 ernannte der UN-Generalsekretär Ban Ki Moon Abu-Ghazaleh
zum stellvertretenden Vorsitzenden der Global Compact der Vereinten Nationen während ihrer zweiten Versammlung am Hauptsitz der UN in New York.

## Auszeichnungen
- Ehrendoktor der Human Letters, Canisius College, New York, USA (1998)
- Auszeichnung der Republik Tunesien (1985)
- Ritter der Ehrenlegion (Chevalier de la légion d'Honneur) in Paris (1985)
- Auszeichnung der kuwaitischen Gesellschaft der Rechnungsprüfer und Auditors (1983)
- Gold Mercurys International Award, Bahrein (1978)
- Auszeichnung der Unabhängigkeit des Haschemitischen Königreichs Jordanien (1967)

## Vorsitze
- Vorsitzender der Kommission der Telekommunikation, Informationstechnologie und E-Business, Internationale Handelskammer (ICC) (2001–2004)
- Erster Vorsitzender der Arabischen Internet Names Consortium (AINC) (2001)
- Vorsitzender des Gründerstreffens der Arabischen Internet Names Consortium (AINC) (2001)
- Vorsitzender der libanesischen Intellectual Property Committee (ICC) (seit 2000)
- Vorsitzender der jordanischen Intellectual Property Committee (ICC) (seit 2000)
- Vorsitzender der Arabischen Internet & Domain-Namen Association (AIDNA) (seit 2000)
- Präsident der Licensing Executives Society – Arabische Länder (LES) (seit 1998)
- Vorsitzender der Vereinten Nationen in der Zwischenstaatlichen Arbeitsgruppe von Experten für internationale Normen der Rechnungslegung und Reporting (ISAR) (1995–1996)
- Vorsitzender der Vereinten Nationen im Ausschuss von Experten für Global Accounting Standards (1995–1998)
- Vorsitzender im Lenkungsausschuss für die neuen Industrie- und Entwicklungsländer Angelegenheiten der International Accounting Standards Committee (IASC) (1989)
- Gründer und Präsident der arabischen Knowledge and Management Society (AKMS) (1989)
- Gründer und Präsident der Arabischen Gesellschaft für geistiges Eigentum (ASIP) (seit 1987)
- Gründer und Präsident der Arabischen Gesellschaft für Certified Accountants (ASCA) (seit 1985)
- Stellvertretender Vorsitzender des UN Global Compact (UNGC) (seit 2007)

## Wissenschaftliche Verbände
- Microsoft Akademie für Geschäftslösungen / Talal Abu Ghazaleh Hochschule für Geschäfte (TAGCB) in Zusammenarbeit mit der deutsch-jordanischen Hochschule und Microsoft
- Talal Abu Ghazaleh Hochschule für Geschäfte (TAGCB) an der deutsch-jordanischen Hochschule (2006)
- Talal Abu Ghazaleh Hochschule für Geschäfte und Management an der amerikanischen Universität in Beirut, Libanon (1980)
- Talal Abu Ghazaleh Forschungszentrum, Canisius College in Buffalo, USA (1988)
- Abu Ghazaleh Cambridge IT Skills Zentrum, Amman, Jordanien (2001)

## Sponsoring im Bereich Kunst
- Schirmherr, L'Association pour le Rayonnement de l'Opéra National de Paris (AROP), seit 2004.
- Schirmherr des libanesischen nationalen Symphonieorchesters (LNSO), seit 2003.
- Schirmherr, Freunde der Salzburger Festspiele seit 1976.
- Vorsitzender des nationalen Konservatoriums (NMC), Amman, Jordanien (2003–2005).
- Schirmherr der zweiten Modernität: die künstlerische Zusammenarbeit von Fairuz und Ziad Rahbani Konferenz, Anis Makdisi Programm in der Literatur, Amerikanische Universität in Beirut (AUB), Libanon (2006).
- Schirmherr, Walid Gholmieh Symphonien (2006).
- 28er Generalversammlung des Internationalen Musikrats, Petra (Jordanien), 22 bis 25. September 1999.
- TAGO goldenes Jubiläum Konzert, London, Juli 1997.